# Eastern Railroad
Als Eastern Railroad werden zwei ehemalige Eisenbahngesellschaften in Massachusetts und New Hampshire (Vereinigte Staaten) bezeichnet, die ein gemeinsames Netz betrieben. Sie bestanden als eigenständige Gesellschaften ab 1836 und wurden 1890 durch die Boston and Maine Railroad aufgekauft.

## Bau des Streckennetzes
Die Eastern Railroad of Massachusetts wurde am 14. April 1836 gegründet, die Schwestergesellschaft in New Hampshire am 18. Juni desselben Jahres. Das Projekt der Gesellschaft war es, Boston mit den nordöstlichen US-Bundesstaaten zu verbinden. Die Hauptstrecke der Eastern RR verlief von Boston aus entlang der Küste nach Portsmouth, wo ab 1842 eine Verbindung nach Maine durch die Portland, Saco and Portsmouth Railroad bestand. Der Bau begann im Sommer 1836 und bereits 1840 war Portsmouth erreicht. Im gleichen Jahr baute auch der größte Konkurrent der Eastern RR, die Boston&Maine Railroad, eine Strecke von Boston bis nach New Hampshire, hatte jedoch bis 1843 keine Verbindung zur Portland, Saco&Portsmouth, die den Verkehr nach Maine führte. Neben der Hauptstrecke baute oder kaufte die Eastern Railroad zahlreiche Zweigstrecken. Das Netz wurde kontinuierlich aufgebaut. 1840 waren die Hauptstrecke und die Zweigstrecke von Salem nach Marblehead in Betrieb. 1847 folgte die Strecke nach Gloucester, die 1861 nach Rockport verlängert wurde, 1848 wurde die Zweigstrecke nach Amesbury eröffnet. Weitere Zweigstrecken nach Asbury Grove, Essex und Marblehead (von Swampscott aus) gingen in den Jahren 1871–1873 in Betrieb. Etwa 1882 folgte noch die Chelsea Beach Railroad.

## Erwerb von Zweigstrecken
Da die beiden Gesellschaften in Massachusetts und New Hampshire formell getrennt waren, jedoch eine gemeinsame Betriebsführung hatten, war es folgerichtig, dass die Gesellschaft in Massachusetts die kleinere Bahn in New Hampshire ab dem 18. Februar 1840 für 99 Jahre pachtete. Die Essex Branch Railroad wurde zunächst am 31. August 1846 für fünf Jahre geleast und 1865 endgültig aufgekauft. Die in Portsmouth anschließende Portland, Saco&Portsmouth Railroad leaste die Eastern gemeinsam mit der Boston&Maine ab dem 28. April 1847 für 99 Jahre, da auch diese Gesellschaft ihre Züge über diese Bahn in Richtung Maine laufen ließ. Im März 1852 leaste die Gesellschaft die Grand Junction Railroad für zehn Jahre, die Verbindungsstrecken zu anderen Bahngesellschaften in Boston gebaut hatte. Der Vertrag wurde jedoch nicht verlängert, da die Eastern inzwischen eine eigene Bahn zum Nordbahnhof in Boston gebaut hatte und 1866 erwarb die Boston and Albany Railroad die Grand Junction Railroad. 
Die Eastern RR kaufte am 1. Juli 1851 außerdem die South Reading Branch Railroad und am 30. April 1852 erwarb sie das Kaufsrecht für die Saugus Branch Railroad, das 1856 in Anspruch genommen wurde.
1871 leaste die Eastern Railroad die Portsmouth, Great Falls and Conway Railroad für 60 Jahre, am 6. Januar 1872 die Wolfeborough Railroad für 68 Jahre, am 14. August 1872 die Newburyport City Railroad für 20 Jahre und am 1. Februar 1874 die Portsmouth and Dover Railroad für 50 Jahre. Der Vertrag mit der Portsmouth, Great Falls&Conway wurde am 1. Oktober 1878 wieder auf 60 Jahre aufgestockt. Die am 2. Juli 1881 gegründete Chelsea Beach Railroad wurde noch im gleichen Jahr von der Eastern Railroad geleast.

## Das Ende der Eastern Railroad
Am 23. Dezember 1883 endete die Eigenständigkeit der Eastern Railroad, da an diesem Tag die Bahngesellschaft durch die Boston and Maine Railroad für 54 Jahre geleast wurde. Die endgültige Übernahme und damit die Auflösung der Eastern Railroad erfolgte am 9. Mai 1890.
2010 bestanden vom Netz der ehemaligen Eastern Railroad noch die Hauptstrecke von Boston North Station bis Newburyport und von Hampton bis Portsmouth sowie die Strecke Salem–South Peabody. Diese Strecken werden heute von den Pan Am Railways genutzt. Von Boston nach Newburyport sowie auf der ebenfalls noch vorhandenen Zweigstrecke nach Rockport fahren Personenzüge der MBTA. Daneben betreibt die New Hampshire Northcoast die Strecke der ehemaligen Portsmouth, Great Falls and Conway Railroad von Rollinsford bis Ossipee. Als Museumsbahn existiert der Abschnitt Conway–Intervale, betrieben von der Conway Scenic Railroad. Die übrigen Strecken sind stillgelegt.

## Streckennetz
Das Streckennetz der Eastern Railroad erstreckte sich einschließlich der geleasten Bahnen von Boston in Massachusetts bis Portland in Maine und nach Norden bis Conway in New Hampshire. Alle Strecken sind in Normalspur (1435 mm) gebaut worden. Das Netz bestand zum Zeitpunkt der Übernahme durch die Boston&Maine 1883 ohne die gepachteten Bahnen aus folgenden einzelnen Strecken, sortiert von Süden nach Norden:
- Bahnstrecke East Boston–Portsmouth (stillgelegt zwischen East Boston und Revere sowie zwischen Newburyport und Hampton)
- Bahnstrecke Boston–Revere (in Betrieb)
- Bahnstrecke Everett–Saugus–West Lynn (bis auf ein kurzes Stück in Everett stillgelegt)
- Bahnstrecke Revere–Point of Pines–Saugus River Junction (stillgelegt)
- Bahnstrecke Swampscott–Marblehead (stillgelegt)
- Bahnstrecke Castle Hill–Marblehead (stillgelegt)
- Bahnstrecke Beverly–Rockport (in Betrieb)
- Bahnstrecke Hamilton-Wenham–Asbury Grove (stillgelegt)
- Bahnstrecke Hamilton-Wenham–Conomo (stillgelegt)
- Bahnstrecke Salisbury–Amesbury (stillgelegt)

## Unfälle
Der folgenschwerste Eisenbahnunfall in Massachusetts, der Eisenbahnunfall von Revere, ereignete sich am Abend des 26. August 1871 im Bahnhof von Revere, als dort ein Schnellzug mit noch etwa 10 Meilen pro Stunde auf einen am Bahnsteig stehenden, stark besetzten Nahverkehrszug auffuhr. 29 Menschen verloren dabei ihr Leben. In der Folge dieses Unfalls musste die Eastern, die sich bis dahin der telegrafischen Zugabfertigung verweigert hatte, ihre Zugsicherung modernisieren, ein Faktor, der die finanziellen Probleme der Gesellschaft verschärfte und 13 Jahre später zur Übernahme durch die Boston & Maine führte.